# Vrba (Republika Serbska)
Vrba (cyr. Врба) – wieś w Bośni i Hercegowinie, w Republice Serbskiej, w gminie Gacko. W 2013 roku liczyła 28 mieszkańców.